# Tiso
Pour l’article homonyme, voir Jozef Tiso.
Genre
Tiso est un genre d'araignées aranéomorphes de la famille des Linyphiidae.

## Distribution
Les espèces de ce genre se rencontrent en écozone holarctique.

## Liste des espèces
Selon World Spider Catalog (version 26, 14/04/2025) :
- Tiso aestivus (L. Koch, 1872)
- Tiso biceps Gao, Zhu & Gao, 1993
- Tiso camillus Tanasevitch, 1990
- Tiso golovatchi Tanasevitch, 2006
- Tiso incisus Tanasevitch, 2011
- Tiso indianus Tanasevitch, 2011
- Tiso vagans (Blackwall, 1834)

## Systématique et taxinomie
Ce genre a été décrit par Simon en 1884 dans les Theridiidae.

## Publication originale
- Simon, 1884 : Les arachnides de France. Paris, vol. 5, p. 180-885 (texte intégral).